# District de Lisieux
Le district de Lisieux est une ancienne division territoriale française du département du Calvados de 1790 à 1795.
Il était composé des cantons de Lisieux, Courson, Courtonne la Vie, Fervaques, Livarrot, Mesidon, Moyaux, Notre-Dame-de-Fresnay, Orbec, Saint Jullien et Saint Pierre sur Dives.

## Galerie

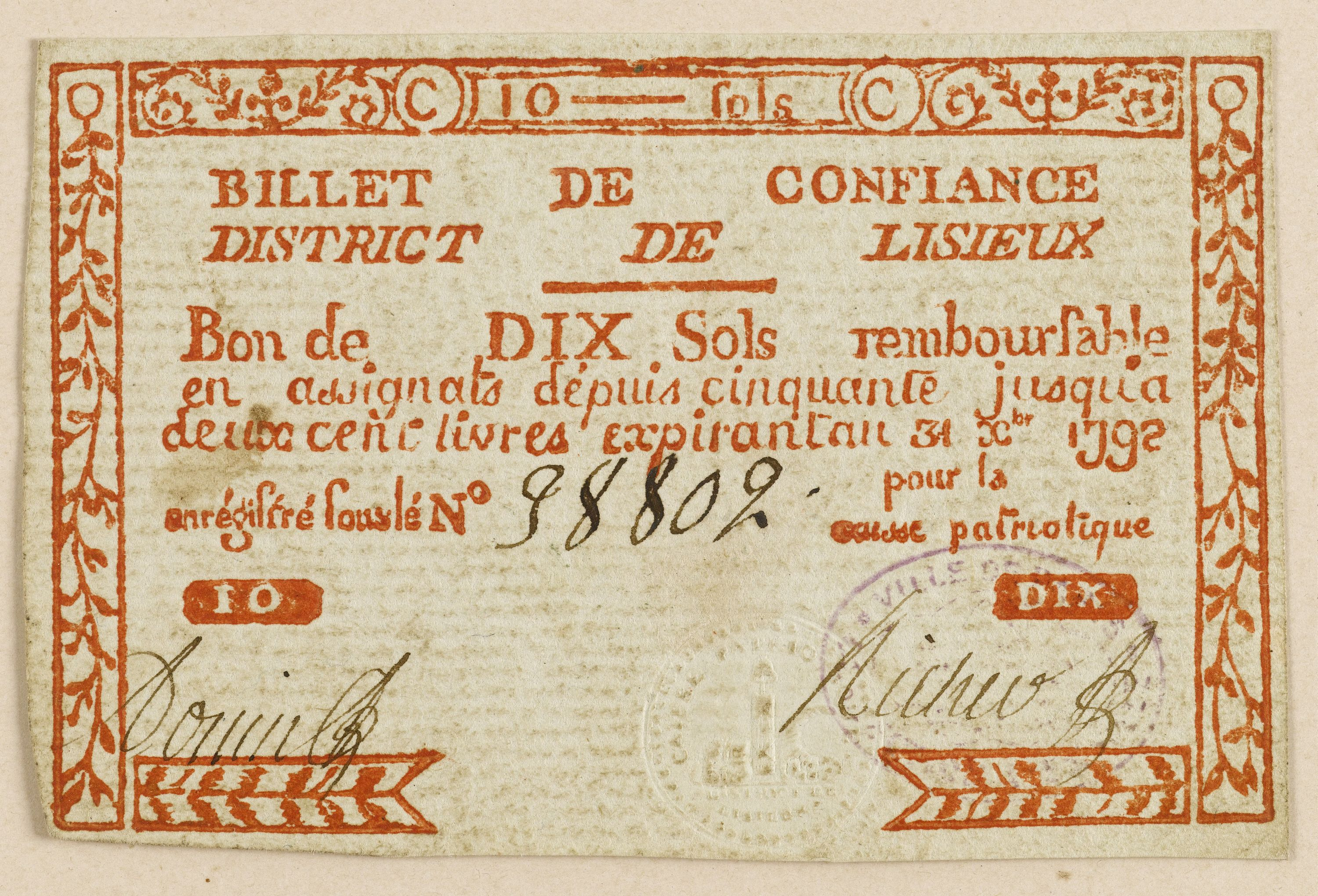
DISTRICT DE LISIEUX Bon pour DIX Sols
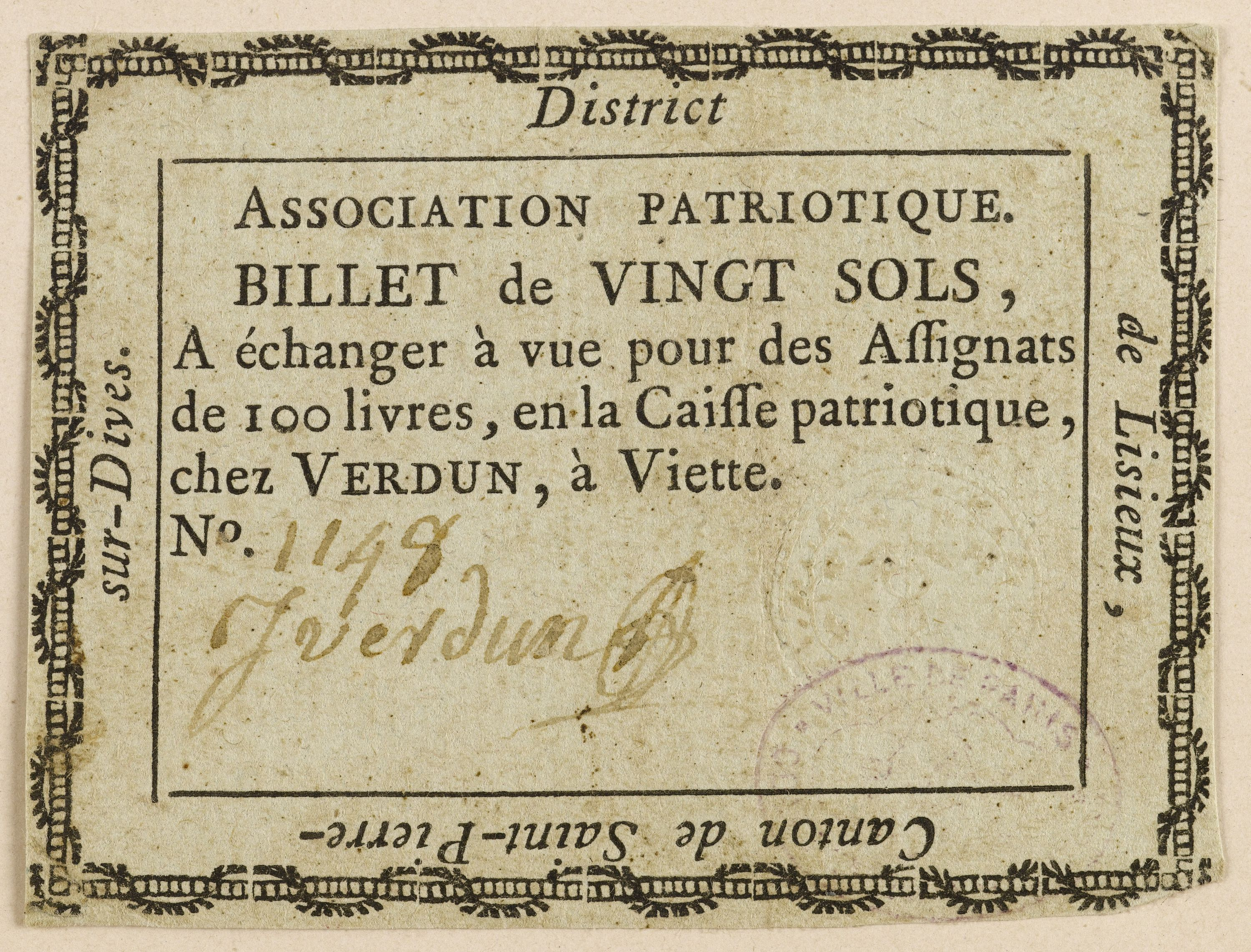
District de Lisieux, Commune de Saint-Pierre-sur-Dives BILLET de VINGT SOLS